# Comuna de Bielsk Podlaski
Bielsk Podlaski (polaco: Gmina Bielsk Podlaski) é uma gminy (comuna) na Polónia, na voivodia de Podláquia e no condado de Bielsk. A sede do condado é a cidade de Bielsk Podlaski.
De acordo com os censos de 2004, a comuna tem 7512 habitantes, com uma densidade 17,5 hab/km².

## Área
Estende-se por uma área de 430,14 km², incluindo:
- área agricola: 74%
- área florestal: 19%

## Demografia
Dados de 30 de Junho 2004:
|                      | Total   | Total | Mulheres | Mulheres | Homens  | Homens |
| -------------------- | ------- | ----- | -------- | -------- | ------- | ------ |
|                      | pessoas | %     | pessoas  | %        | pessoas | %      |
| População            | 7512    | 100   | 3787     | 50,4     | 3725    | 49,6   |
| Densidade (pop./km²) | 17,5    | 100   | 8,8      | 8,8      | 8,7     | 8,7    |

De acordo com dados de 2002, o rendimento médio per capita ascendia a 1173,13 zł.

## Comunas vizinhas
- Bielsk Podlaski, Boćki, Brańsk, Czyże, Juchnowiec Kościelny, Narew, Orla, Wyszki, Zabłudów